# 歩兵第88連隊
歩兵第88連隊（ほへいだい88れんたい、歩兵第八十八聯隊）は、大日本帝国陸軍の連隊のひとつ。

## 沿革
当初は独立歩兵第1連隊
- 1934年（昭和9年）5月26日 - 軍旗拝受、満州駐留
- 1937年（昭和12年） - 日中戦争勃発後は北京周辺の戦いに参加
- 1938年（昭和13年）10月15日 - 独立歩兵第1連隊から歩兵第88連隊に編成替え、11月10日に軍旗継承
- 1942年（昭和17年）5月 - 琿春守備隊から第71師団に所属変更
- 1945年（昭和20年）

2月 - 台湾へ転進、台中地区にて防御陣地の構築にあたる
8月 - 終戦

## 歴代連隊長
| 独立歩兵第1連隊長 |              |              |  |
| 1                 | 寺倉正三     | 1934.4.21 -  |  |
| 2                 | 長谷川美代次 | 1936.3.7 -   |  |
| 3                 | 名倉栞       | 1938.3.1 -   |  |
| 歩兵第88連隊長    |              |              |  |
| 1                 | 佗美浩       | 1938.10.15 - |  |
| 2                 | 下河辺憲二   | 1940.12.2 -  |  |
| 3                 | 松浦龍一     | 1943.8.2 -   |  |